# 3550 Link
3550 Link је астероид главног астероидног појаса чија средња удаљеност од Сунца износи 2,927 астрономских јединица (АЈ).
Апсолутна магнитуда астероида је 11,9.